# General Electric TF34
El General Electric TF34 es un motor militar usado en los aviones A-10 Thunderbolt II y S-3 Viking. Fue desarrollado por la compañía estadounidense GE Aircraft Engines a finales de los años 1960. La variante civil es el CF34, que es usado en varios aviones de línea regional y de negocios.

### Desarrollos relacionados
- General Electric CF34

### Motores similares
- Lycoming YF102

### Listas relacionadas
- Anexo:Motores aeronáuticos